# Marian Krwawicz
Marian Kazimierz Krwawicz (ur. 22 września 1928 w Czortkowie, zm. 19 kwietnia 1983 w Warszawie) – polski historyk, podpułkownik Wojska Polskiego.

## Życiorys
Syn Stanisława. Absolwent Uniwersytetu Jagiellońskiego. Był pracownikiem Komisji Wojskowo-Historycznej Ministerstwa Obrony Narodowej, następnie pracownikiem naukowym Wojskowego Instytutu Historycznego. W latach 1954–1960 był członkiem komitetu redakcyjnego pisma "Studia i Materiały do Historii Wojskowości", a w latach 1954-1956 sekretarzem redakcji tego pisma. Wieloletni zastępca redaktora naczelnego Wojskowego Przeglądu Historycznego, stały współpracownik Polskiego Słownika Biograficznego, członek Towarzystwa Miłośników Historii oraz ZAiKS.
Pochowany na cmentarzu Powązki Wojskowe w Warszawie (kwatera A21-2-3). Autor haseł w Polskim Słowniku Biograficznym i Słowniku biograficznym działaczy polskiego ruchu robotniczego.
Jego synem jest Marek Ney-Krwawicz.

## Wybrane publikacje
- Obrona polskiego Pomorza i bitwa pod Oliwą w 1627 roku, Warszawa: Wydawnictwo Ministerstwa Obrony Narodowej 1953.
- (współautor: Gabriel Zych), Polska sztuka wojenna w latach 1796-1815, Warszawa: Wydawnictwo Ministerstwa Obrony Narodowej 1955.
- Walki w obronie polskiego wybrzeża w roku 1627 i bitwa pod Oliwą, Warszawa: Wydawnictwo Ministerstwa Obrony Narodowej 1955.
- (współautor:  Antoni Juszczyński), Polska sztuka wojenna w latach 1764-1793, Warszawa: Wydawnictwo Ministerstwa Obrony Narodowej 1957.
- (współautor: Jan Wimmer), Wojna trzynastoletnia 1454-1466, Warszawa: Wydawnictwo Ministerstwa Obrony Narodowej 1957.
- (współautor: Eligiusz Kozłowski), Wojsko polskie w latach 1815-1830, Warszawa: Wydawnictwo Ministerstwa Obrony Narodowej 1959.
- Marynarka wojenna i obrona polskiego wybrzeża w dawnych wiekach, wstęp, dobór i układ rzeczowy il., objaśn. do nich, oprac. merytoryczne map i szkiców, spis źródeł i wykaz il. Marian Krwawicz, Warszawa: Wydawnictwo Ministerstwa Obrony Narodowej 1961.
- Śląska reduta 1939, Warszawa: "Książka i Wiedza" 1979.

## Odznaczenia
- Krzyż Kawalerski Orderu Odrodzenia Polski[8]
- Brązowy Medal „Za zasługi dla obronności kraju” (1967)[9]